# Mammillaria backebergiana
Mammillaria backebergiana ist eine Pflanzenart aus der Gattung Mammillaria in der Familie der Kakteengewächse (Cactaceae). Das Artepitheton backebergiana ehrt den deutschen Pflanzensammler und Kakteenforscher Curt Backeberg.

## Beschreibung
Mammillaria backebergiana wächst meist einzeln mit einem zylindrischen Körper, der bis zu 30 Zentimeter hoch und 5 bis 6 Zentimeter im Durchmesser groß wird. Die pyramidal, nicht kantigen, kurzen Warzen haben keinen Milchsaft. Die Axillen sind nackt oder mit wenig Borsten besetzt. Die 1 bis 3 Mitteldornen sind gerade, nadelig, gelblich braun bis braun und werden nur 0,7 bis 0,8 Zentimeter lang. Die 10 bis 12 Randdornen sind gelblich weiß mit brauner Spitze gefärbt; im Alter werden sie dunkler. Sie sind 0,8 bis 1 Zentimeter lang.
Die purpurroten Blüten werden 1,8 bis 2 Zentimeter lang und 1 bis 1,3 Zentimeter im Durchmesser groß. Die zur Spitze hin trübgrünen, darunter weißlichen Früchte enthalten braune Samen.

## Verbreitung, Systematik und Gefährdung
Mammillaria backebergiana ist in den mexikanischen Bundesstaaten Mexiko, Guerrero und Michoacán verbreitet.
Die Erstbeschreibung erfolgte 1966 durch Francisco Guillermo Buchenau.
Es werden folgende Unterarten unterschieden:
- Mammillaria backebergiana subsp. backebergiana:
Die Nominatform ist am weitesten verbreitet. Sie hat einen mittelgrünen Körper mit nur 2 bis 3 Mitteldornen.
- Mammillaria backebergiana subsp. ernestii (Fittkau) D.R.Hunt:
Die Erstbeschreibung erfolgte 1971 durch Hans Werner Fittkau (1913–2002) als Mammillaria ernestii.[3] David Richard Hunt stellte die Art 1997 als Unterart zu Mammillaria backebergiana.[4] Die Unterart kommt nur im Bundesstaat Mexiko in der Nähe von Tonatico vor. Sie hat einen dunkelgrünen Körper mit nur einem Mitteldorn.

In der Roten Liste gefährdeter Arten der IUCN wird die Art als „Data Deficient (DD)“, d. h. mit keinen ausreichenden Daten geführt.

## Nachweise